# Dystasia humeralis
Dystasia humeralis är en skalbaggsart som beskrevs av Stefan von Breuning 1958. Dystasia humeralis ingår i släktet Dystasia och familjen långhorningar. Inga underarter finns listade i Catalogue of Life.